# Eragrostis polytricha
Eragrostis polytricha är en gräsart som beskrevs av Christian Gottfried Daniel Nees von Esenbeck. Eragrostis polytricha ingår i släktet kärleksgrässläktet, och familjen gräs. Inga underarter finns listade i Catalogue of Life.